# Ad litem
Ad litem: met het oog op het (te voeren) proces, is een Latijnse uitdrukking die in verschillende juridische contexten wordt gebruikt.

## Voorbeelden
Een ad litem-rechter is een rechter die voor een of meer specifieke zaken tijdelijk aan een hof is verbonden. Dit komt vooral bij het Internationaal Strafhof en internationale tribunalen geregeld voor.
Een mandaat ad litem is de bevoegdheid van een advocaat om, zonder diens volmacht, een cliënt te vertegenwoordigen in een proces.
Een ad litem-voogd/curator is, in het Verenigd Koninkrijk en de Verenigde Staten, een voogd die een handelingsonbekwame persoon voor de rechtbank vertegenwoordigt. 